# Gloria Montenegro
Gloria del Carmen Montenegro Rizzardini (Chile, 16 de julho de 1941) é uma bióloga, botânica e pesquisadora chilena. Professora titular da Faculdade de Agronomia e Engenharia Florestal da Pontifícia Universidade Católica do Chile.
Foi agraciada em 1998 com o Prêmio L'Oréal-UNESCO para mulheres na ciência por seu trabalho pioneiro com botânica e conservação de flora nativa, usando métodos científicos na proteção de ecossistemas.

## Biografia
Gloria nasceu em 1941, no Chile. Graduou-se em biologia e ciências naturais pela Pontifícia Universidade Católica do Chile onde ingressou como professora assistente do Laboratório de Botânica em 1970. Entre 1965 e 1969 estagiou no Laboratório de Biologia Marinha, em Woods‐Hole, nos Estados Unidos, acompanhando o marido, Claudio Barros, que fazia doutorado.
Entre 1974 e 1990 foi chefe do laboratório de botânica da universidade e de 1974 a 1996 foi professora adjunta da mesma universidade, trabalhando com taxonomia vegetal, biologia e regeneração de espécies nativas e desenvolvimento de técnicas de recuperação de espécies nativas.